# Pello Bilbao
Pello Bilbao (n. 25 februarie 1990, Gernika-Lumo, Comunitatea Autonomă a Țării Basce, Spania) este un ciclist profesionist spaniol, care concurează în prezent pentru echipa Team Bahrain Victorious.

## Rezultate în Marile Tururi

### Turul Italiei
6 participări
- 2017: câștigător al etapei a 8-a, locul 66
- 2018: câștigător al etapei a 8-a, locul 6
- 2019: câștigător al etapelor a 8-a și a 20-a, locul 31
- 2020: câștigător al etapei a 8-a, locul 5
- 2021: câștigător al etapei a 8-a, locul 13
- 2022: câștigător al etapei a 8-a, locul 66

### Turul Franței
4 participări
- 2019: locul 54
- 2020: locul 16
- 2021: locul 9
- 2023: câștigător al etapei a 10-a

### Turul Spaniei
5 participări
- 2014: locul 60
- 2015: locul 97
- 2016: locul 78
- 2017: locul 23
- 2018: locul 27